# Леді Кароліна Лем
«Леді Кароліна Лем» — історична мелодрама 1973 року.

## Сюжет
В основу фільму лягли справжні події в Англії початку 19 століття. Нещодавно одружена з графом Мельбурном Вільямом Лемом, Кароліна веде дозвільний спосіб життя. Одного разу на ярмарку вона бачить поєдинок між професійним боксером і молодим лордом Байроном, у той час жебракуючим поетом.